# Абраменко Михайло Володимирович
Михайло Володимирович Абраменко (рос. Михаил Владимирович Абраменко; 31 серпня 1978, Дербент, Дагестанська АРСР — 4 грудня 2022, Луганська область, Україна) — російський військовий льотчик, майор ПКС РФ. Герой Російської Федерації.

## Біографія
В 2001 році закінчив Сизранське вище військове авіаційне училище льотчиків, після чого служив у Ленінградському військовому окрузі. Пройшов шлях від льотчика-інструктора до старшого льотчика і начальника служби безпеки польотів. Учасник збройного конфлікту на Північному Кавказі, миротворчої операції ООН у Чаді, інтервенції в Сирію та вторгнення в Україну, під час останнього був командиром вертольота Ка-52. 4 грудня 2022 року його вертоліт був збитий над Луганською областю і Абраменко загинув. 8 лютого 2023 року відбулось прощання.

## Сім'я
Був одружений, мав двох дочок. Станом на 9 лютого 2023 року сім'я мешкає в Санкт-Петербурзі.

## Нагороди
- Медаль Нестерова
- Медаль ордена «За заслуги перед Вітчизною» 2-го ступеня з мечами
- Орден Мужності — нагороджений двічі.
- Звання «Герой Російської Федерації» (11 березня 2023, посмертно)